# 9M14 Maljutka
A 9M14 Maljutka (oroszul: Малютка, NATO-kódja: AT–3 Sagger) a Szovjetunióban kifejlesztett vezetékes parancsközlő távirányítású irányított páncéltörő rakétarendszer. A Varsói Szerződés legelterjedtebb páncéltörő rakétafegyvere volt az 1960-as évektől kezdődően, és Szovjetunión kívül további öt országban gyártották. Hordozható, járműre, valamint helikopterre telepített változata is ismert.

## Története
A Maljutka-rendszert 1960-ban tervezték a kolomnai KBM tervezőirodában Sz. N. Nyepobegyimij főkonstruktőr vezetésével és 1963-ban rendszeresítették a Szovjet Hadseregben, ahol ez volt az első könnyű páncéltörő rakéta, amely hordozható kivitelben is készült. A gépesített lövész zászlóaljaknál rendszeresítettek szakaszonként két-két hordozható indítóberendezést és egy irányítóberendezést, ezt három katona szállította, illetve kezelte. A minimálisan 500 m-től alkalmazható Maljutka-rakéták kiegészítéseként a lövész alegységek RPG–7 kézi páncéltörő rakétákkal is fel voltak szerelve. Később a gépesített lövész csapatok alapjárművének számító BMP–1 fegyverzetében is megjelent, de alkalmazták a BMD–1-en is, a BRDM–1 és BRDM–2 alvázakon a Maljutka-rendszert telepítve páncélelhárító harcjárművet alakítottak ki.
A Magyar Néphadseregben a BMP–1 és BRDM–2 harcjárműveken, valamint a Mi–24 harci helikopterek fegyverzetében volt rendszeresítve a Maljutka-rendszer.

## Harci alkalmazása
A 9M14 Maljutka-rendszert először a vietnámi háborúban vetették be 1972-ben. Az 1973-as jom kippuri háború háborúban Szíria és Egyiptom hatékonyan alkalmazta a páncéltörő rakétát az izraeli páncélosok ellen. Maljutkával legalább 800 izraeli páncélost lőttek ki az összecsapás során.

## Műszaki jellemzői

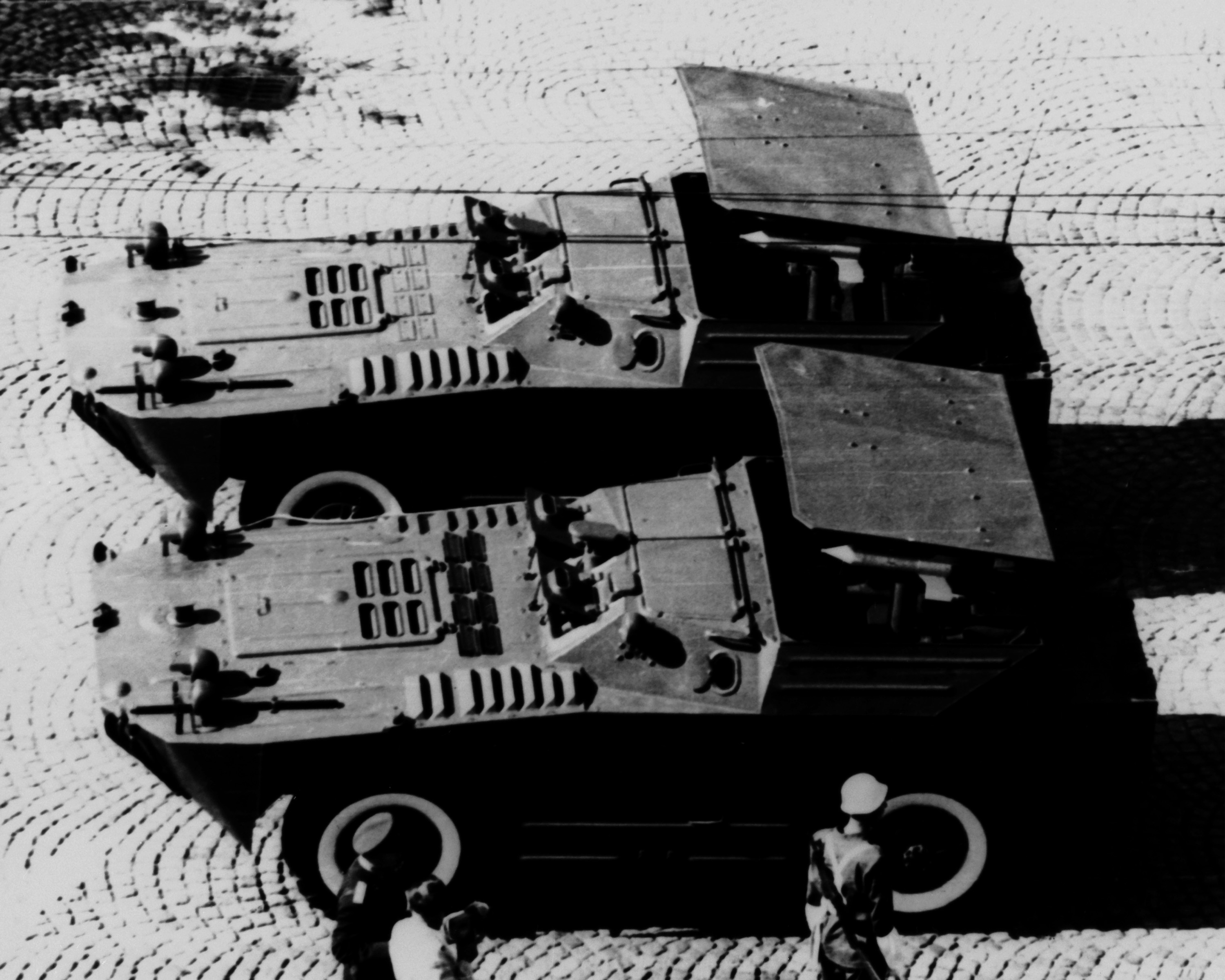
BRDM–1 páncélozott harcjárművekre telepített Maljutka-rendszer

A rakéta a 9P111 típusú hordozható indítóberendezésről, BMP–1, BMD–1, BRDM–1 és BMRD–2 harcjárművekről, valamint a Mi–2, Mi–8 és Mi–24 helikopterekről indítható.
A háton hordozható 9P111 földi indítóberendezés alapjául az üvegszálas tároló konténere szolgál, amely kb. 5 perc alatt hozható üzemkész állapotba. A konténerben a harci részt és a rakétatestet külön, szétszerelve tárolják. A konténerre szerelhető fel az indítósín a rakétával. A rendszer tartozéka egy különálló és az indítóberendezéshez kábellel csatlakoztatható 9SZ415 vezérlőrendszer, amely egy kis botkormánnyal rendelkezik a rakéta irányításához. A rakétát kis távolságon a kezelő szabad szemmel követi, 1000 m fölött a 8-szoros nagyítású, 22,5° látószögű 9S16 típusú prizmás irányzótávcsövet használhat. A rakétát a kezelő a botkormánnyal vezeti a célra. A kormányparancsokat vezetéken kapja a rakéta a vezérlő berendezéstől. A háromeres vékony vezeték a rakétában lévő dobról repülés közben fut le. Hatékony használatához a manuális parancsközlő irányítási mód a kezelőktől nagy gyakorlatot igényel. A harci tapasztalatok azt mutatják, hogy átlagosan képzett kezelőkkel legfeljebb 20–25% közötti találati arányt lehet elérni. További probléma, hogy az indítástól a maximális lőtávolságig a rakéta kb. 30 másodpercet repül, ez pedig elegendő időt biztosít ahhoz, hogy a célpont a rakétaindítást észlelve kitérő manővereket tegyen. A késői változatok már félaktív parancsközlő irányítást alkalmaznak, ezzel a célzás hatékonyabban megvalósítható.
A rakétát a starthajtómű indítótöltet veti ki az indítósínről, majd ezt követően indul be a menethajtómű. A rakéta forgás-stabilizált, másodpercenként 8,5 fordulatot tesz meg a hossztengelye körül repülése közben. A forgást a rakéta stabilizátor szárnyának állásszöge biztosítja, indításkor a kezdeti forgómozgást pedig az indítótöltet adja. A rakéta mindenkori földhöz viszonyított helyzetét a beépített miniatűr giroszkóp segítségével határozza meg.

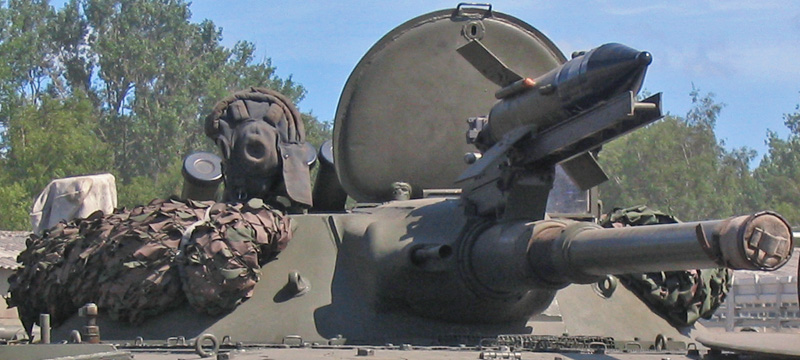
9M14 Maljutka páncéltörő rakéta a csehszlovák gyártású BPzV–1 gyalogsági harcjárművön

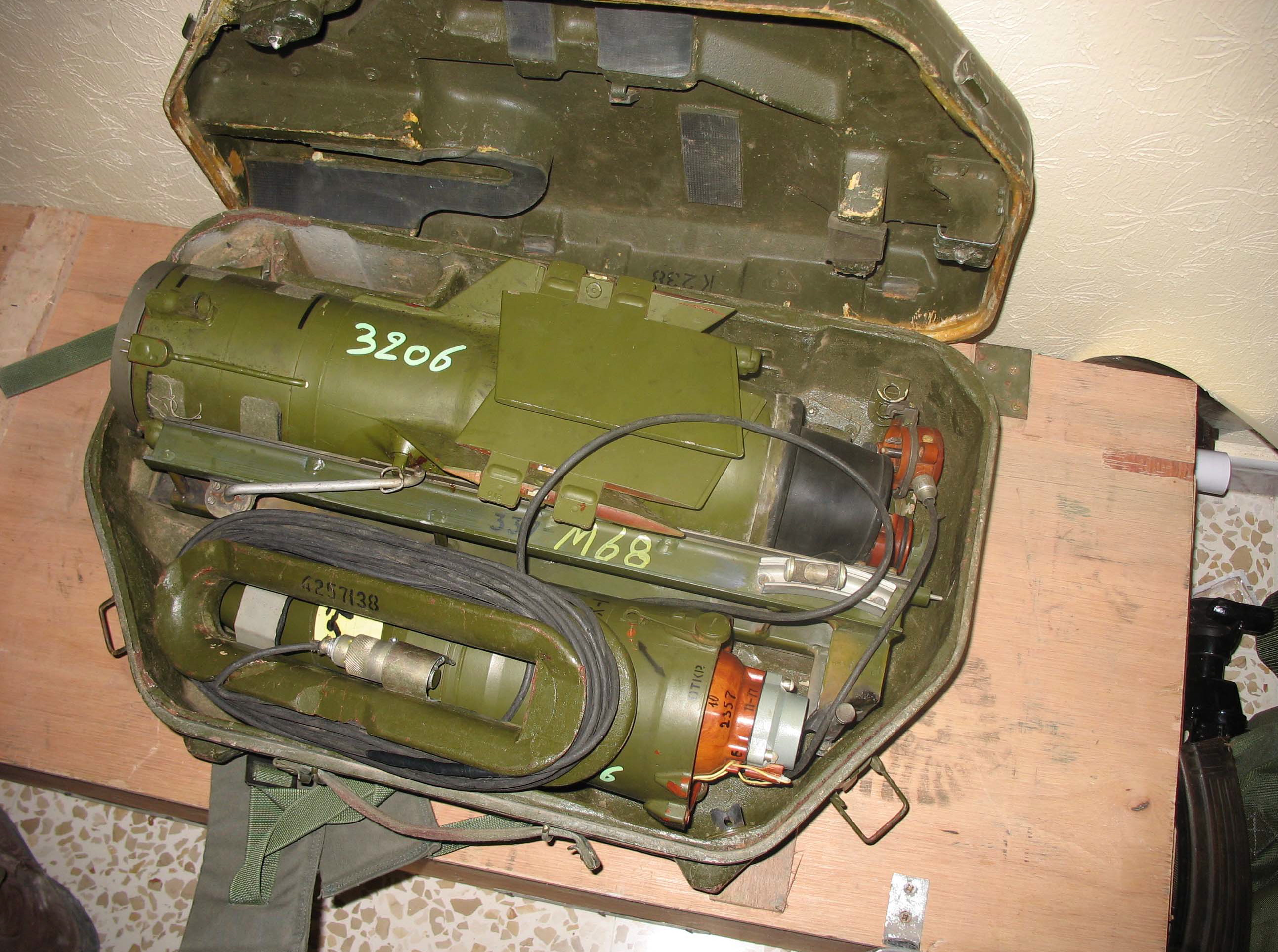
A háti hordozású szállító-indító konténer, melyben szétszerelve tárolják a rakétát

A BMP–1 gyalogsági harcjárművön és a BMD–1 desszant-harcjárművön a rakéta indítósínje a lövegcső fölé rögzíthető. A rakétát a harcjárművön belül az indítósínnel összeszerelve, becsukott stabilizátor-szárnyakkal tárolják. Indítás előtt a torony tetején, a löveg fölött kialakított zárható nyíláson keresztül lehet a lövegcsőre kitolni. Irányítása a harcjárműben elhelyezett botkormánnyal történik, a rakéta repülése az irányzótávcsővel követhető, ehhez a távcsövet nagyobb látószögű üzemmódba lehet állítani. Az indításkor a toronyban elhelyezett pedált lenyomva egy védőüveget kell lehajtani az irányzótávcső külső nyílása elé, amely az indítás után felcsapódik. Ez megakadályozza, hogy a rakéta indítótöltete bekormozza a távcsövet.
A BRDM–2 alvázra telepített rendszernél a harcjármű páncéltestébe süllyeszthető toronyban hat rakéta helyezhető el. A Mi–24 harci helikopternél a félszárnyak alatt rögzíthető oldalanként két-két rakéta.
A rakéta szerkezete végtelenül leegyszerűsített. Minden lényeges funkciót ellátó berendezést az irányítóberendezésébe telepítettek. A kormánymű vezetéken kapja a parancsokat. Legbonyolultabb alkatrésze a fedélzeti giroszkóp. A hajtóműve egy kisebb starthajtóműből és a menethajtóműből áll. Mindkét hajtómű négy-négy kúpos fúvócsővel rendelkezik. A rakéta kormányzása a tolóerővektor változtatásával történik. A rakéta orr-részében helyezkedik el a kumulatív töltet. Mögötte starthajtómű, majd a menethajtómű. A rakéta hátsó részében található a kormánymű, mögötte, a rakéta végében a giroszkóp található. A rakéta végén az elektromos csatlakozók és a rakéta láthatóságát biztosító jelzőfény található. A parancsjeleket továbbító vezeték dobja a rakétatest középső részén, menethajtómű körül helyezkedik el.

## Típusváltozatok
- 9M14 Maljutka (AT–3A Sagger–A) – az alapváltozat, amely 1963-ban állt hadrendbe és 1984-ig gyártották
- 9M14M Maljutka–M (AT–3B Sagger–B) – nagyobb teljesítményű rakétahajtóművel készült változat, amely nagyobb utazósebességet biztosított
- 9M14P Maljutka–P (AT–3C Sagger–C) – javított kumulatív töltettel felszerelt változat, a páncélátütő képesség 460, majd 520 mm-re nőtt. A szerb Krusik Holding Co. P1 és PB1 jelű változatait is gyártja, utóbbi páncélátütése 580 mm-re nőtt.
- 9M14–2 Maljutka–2 (AT–3D Sagger–D) – Félautomata parancsközlő vezérlőrendszerrel ellátott változat, amely 1990-ben állt szolgálatba. A 9M14–2M altípus ERA-páncélzat ellen is alkalmazható tandem elrendezésű kettős kumulatív harci résszel rendelkezik. Az F alváltozat rakétája élőerő és könnyű járművek ellen alkalmazható termobarikus harci résszel van ellátva.

## Külföldi másolatok
A 9M14 Maljutka-rendszert a Szovjetunión kívül öt országban gyártották, vagy gyártják ma is:
- Hongjian HJ–73 – kínai változat, amelyet 1979-ben állítottak szolgálatba
- RAAD és RAAD–T – iráni másolat
- Szuszong-Po – Észak-Koreában gyártott változat
- POLK – a 9M14 Maljutka-P alapján Szlovéniában gyártott változat
- Kuen Wu – tajvani változat

## Üzemeltetők
A rakétarendszert rendszeresítette: 

### Jelenlegi

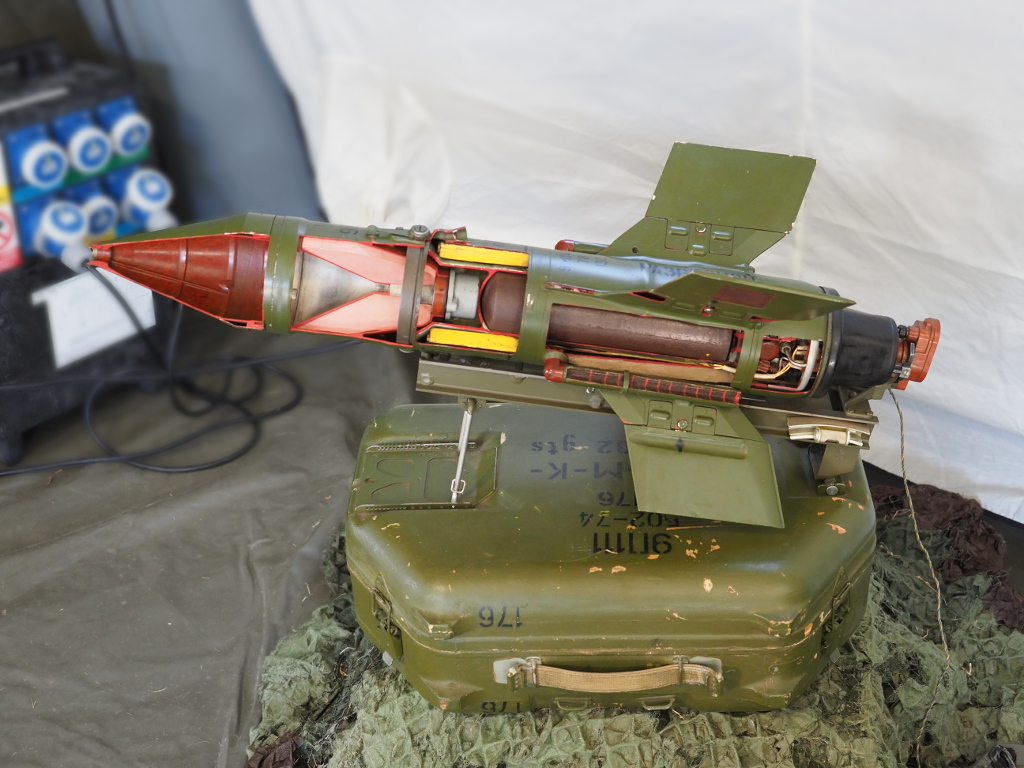
9M14 szemléltető makettje

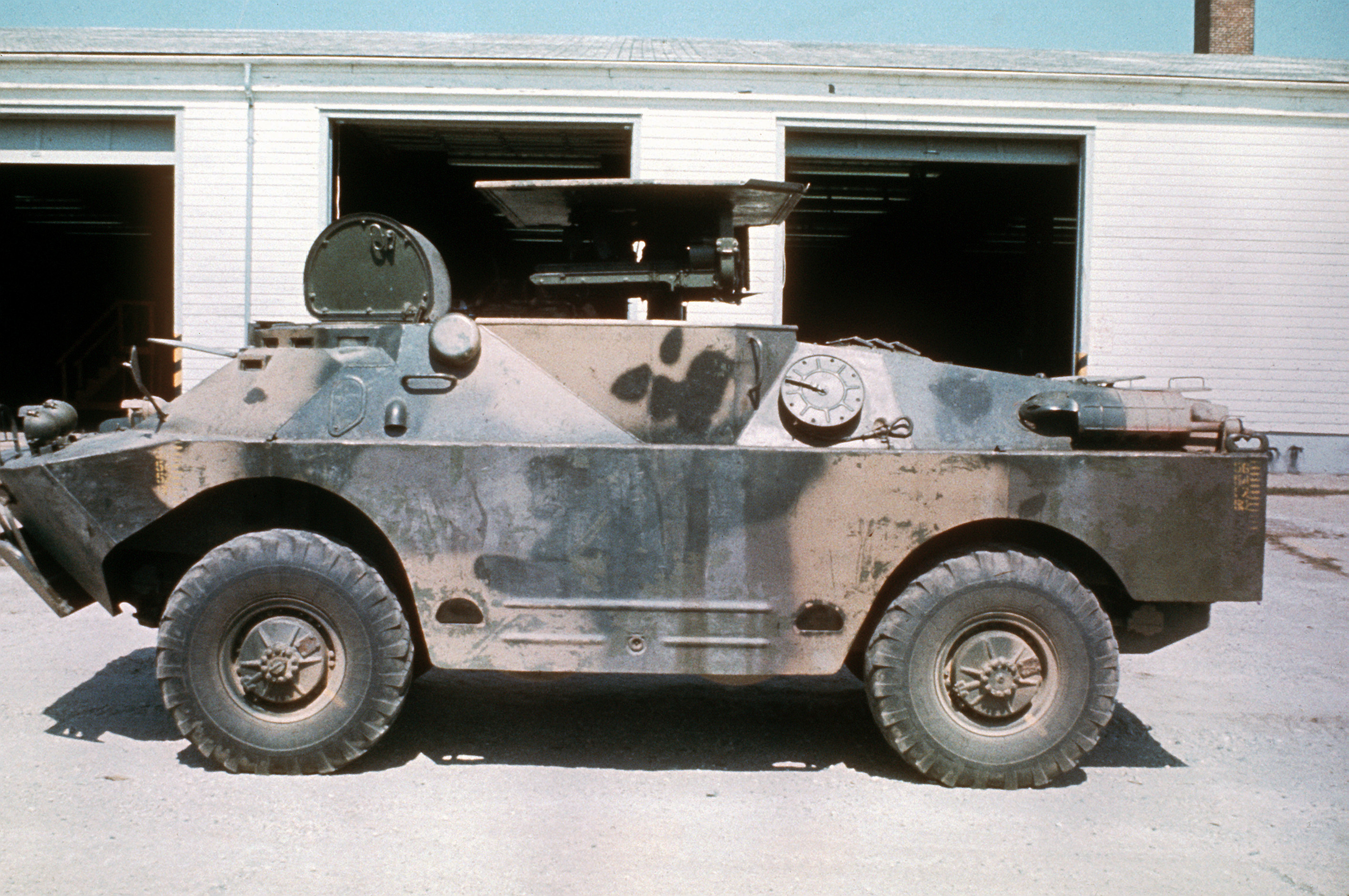
9P122 Maljutka, BRDM–2 páncélozott járműre telepítve

- Afganisztán
- Algéria
- Angola
- Csehszlovákia
- Bulgária
- Egyiptom
- Etiópia
- Észak-Korea
- Horvátország
- Irak
- Irán
- Kína
- Kuba
- Lengyelország
- Líbia
- Mozambik
- Peru
- Románia
- Szlovénia
- Szíria
- Uganda
- Vietnám
- Zambia
- Hezbollah

### Korábbi
- Finnország
- Magyarország
- Mali
- India

## A rakéta (alapváltozat) műszaki adatai
- Hossz: 860 mm
- Fesztáv: 939 mm
- Törzsátmérő: 125 mm
- Indulótömeg: 10,9 kg
- Utazósebesség: 115 m/s
- Hatósugár: 3 km (minimális alkalmazási távolság: 500 m)
- Irányítás: Manuális vezetékes parancsközlő távirányítás
- Harci rész: 2,5 kg-os kumulatív töltet, 400 mm-es páncélátütő képességgel